# Ensame Nacionalista Astur

L'ENA (1982-1988) ja emprava l'Asturina

L'Ensame Nacionalista Astur (ENA) fou un partit polític asturià d'esquerra nacionalista. El seu símbol era l'anomenada Flor del Agua.
Es va crear el 1982 després de la desfeta traumàtica el 1981 del Conceyu Nacionalista Astur (CNA), primer partit nacionalista asturià que va assumir el "nacionalismu revolucionariu". L'Ensame Nacionalista Astur seguirà la mateixa línia ideològica d'esquerra radcal.
L'ENA es va presentar a les eleccions autonòmiques d'Astúries de 8 de maig de 1983, en les que Andrés Solar fou cap de la llista per la circumscripció oriental. ENA aplegà 2.505 votos, un 0,45%.
En 1988 l'ENA es va unir a la Xunta Nacionalista Asturiana per a formar Unidá Nacionalista Asturiana (UNA) que es presentaria a les eleccions europees i estatals de 1989.